# Спасское (Устюженский район)
Спасское — посёлок в Устюженском районе Вологодской области.
Входит в состав Никифоровского сельского поселения (с 1 января 2006 года по 9 апреля 2009 года входил в Подольское сельское поселение), с точки зрения административно-территориального деления — в Подольский сельсовет.
Расстояние до районного центра Устюжны по автодороге — 22 км, до центра муниципального образования посёлка Даниловское по прямой — 7 км. Ближайшие населённые пункты — Леушино, Мелечино, Сельцо.
Население по данным переписи 2002 года — 248 человек (105 мужчин, 143 женщины). Преобладающая национальность — русские (98 %).
В деревне расположен памятник архитектуры хозяйственные постройки барона Штемпеля.